# Microleptes minor
Microleptes minor är en stekelart som beskrevs av Humala 2003. Microleptes minor ingår i släktet Microleptes och familjen brokparasitsteklar. Inga underarter finns listade i Catalogue of Life.